# Campeonato de Canadá de Ciclismo Contrarreloj

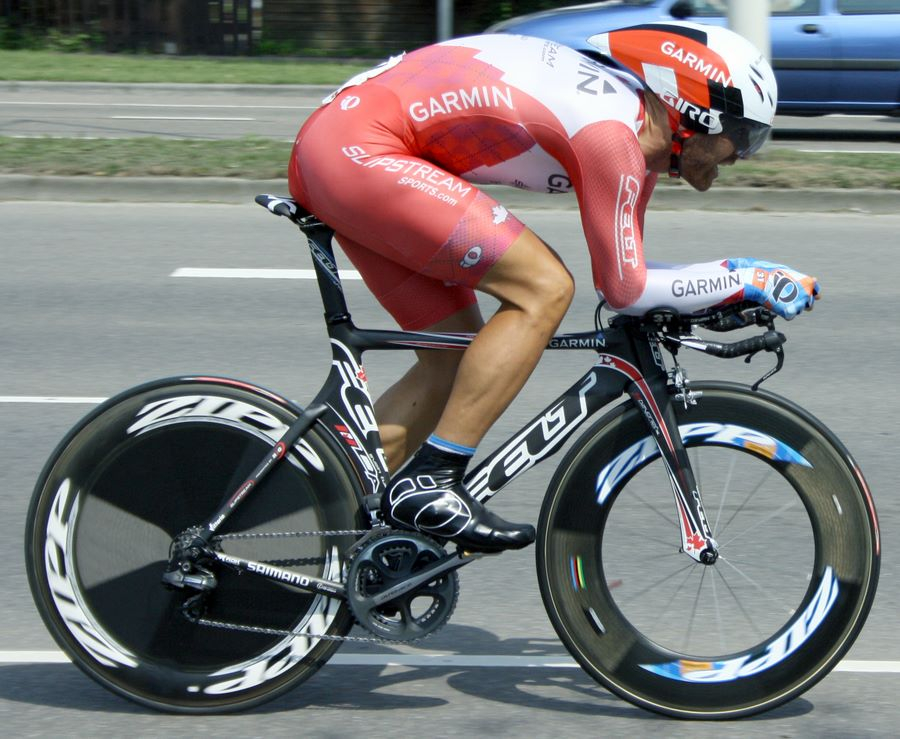
Svein Tuft con el maillot

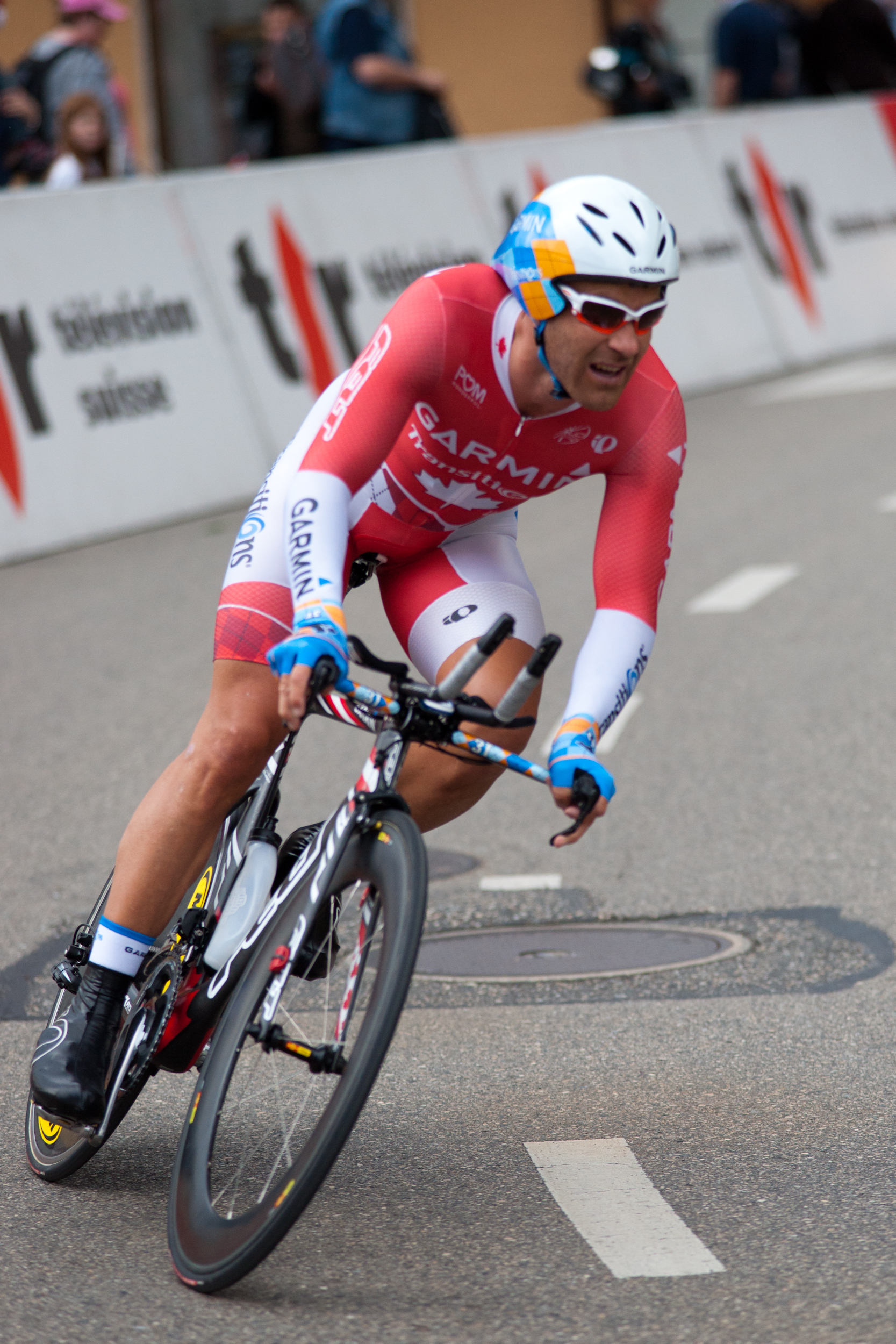
Svein Tuft, Campeón de Canadá en nueve ocasiones.

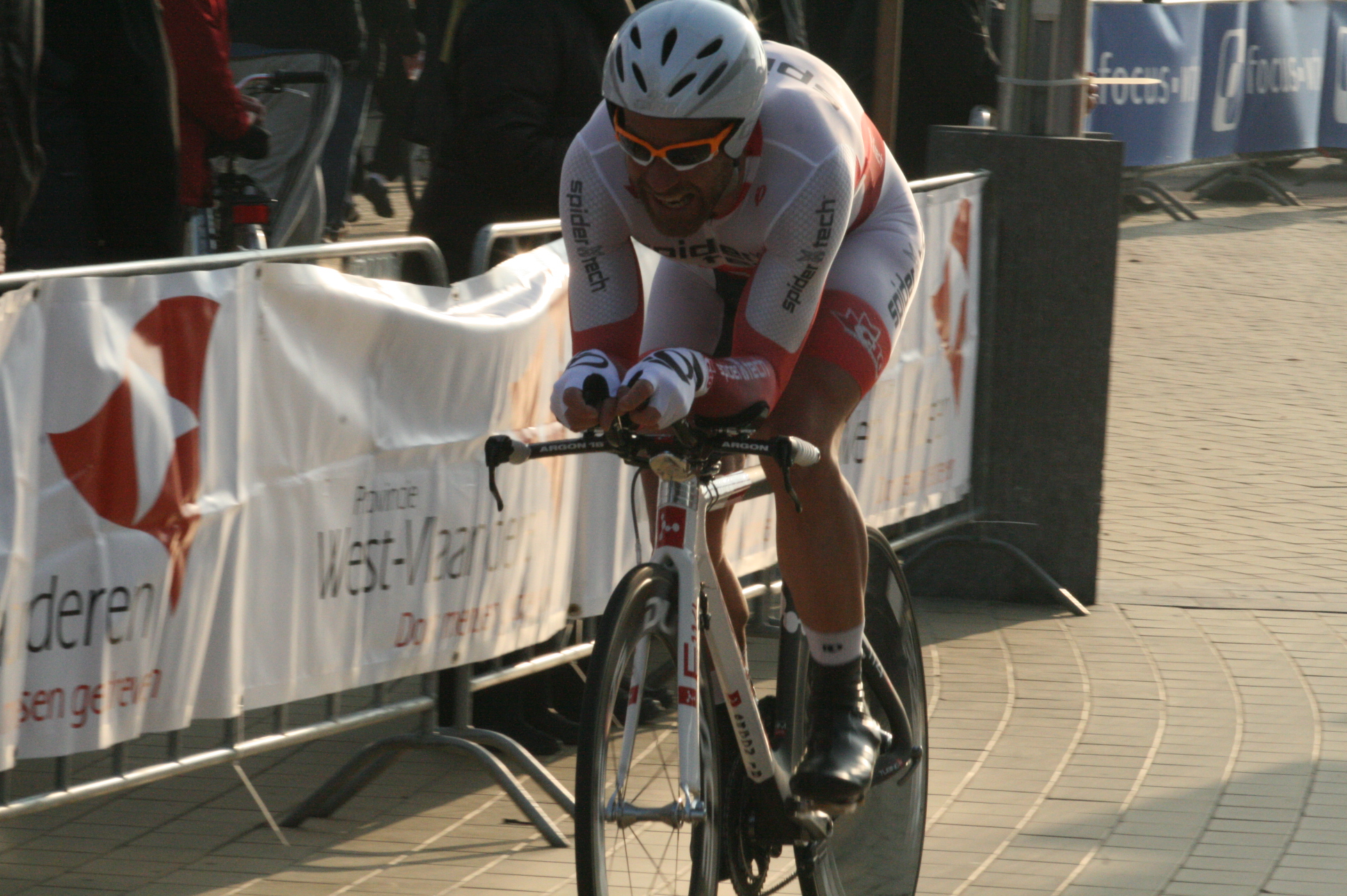
Svein Tuft, luciendo el maillot en 2011.

Los Campeonatos de Canadá de Ciclismo Contrarreloj se organizan anual e ininterrumpidamente desde el año 1998 (excepto en el 2007) para determinar el campeón ciclista de Canadá de cada año, en la modalidad. 
El título se otorga al vencedor de una única carrera, en la modalidad de Contrarreloj individual. El vencedor obtiene el derecho a portar un maillot con los colores de la bandera canadiense hasta el campeonato del año siguiente, solamente cuando disputa pruebas contrarreloj.

## Palmarés
| Año       | Ganador          | Segundo            | Tercero               |
| 1966      | Andre Cloutier   |                    |                       |
| 1967      | Barry Harvey     |                    |                       |
| 1968      | Barry Harvey     |                    |                       |
| 1969      | Jocelyn Lovell   |                    |                       |
| 1970      | Jocelyn Lovell   |                    |                       |
| 1971      | Jocelyn Lovell   |                    |                       |
| 1972      | Frank Ludtke     |                    |                       |
| 1973      | Jocelyn Lovell   |                    |                       |
| 1974      | Jocelyn Lovell   |                    |                       |
| 1975      | Jocelyn Lovell   |                    |                       |
| 1976      | Jocelyn Lovell   |                    |                       |
| 1977      | Jocelyn Lovell   |                    |                       |
| 1978      | Jocelyn Lovell   |                    |                       |
| 1979      | Gordon Singleton |                    |                       |
| 1980      | Jocelyn Lovell   |                    |                       |
| 1981–1991 | No se organizó   | No se organizó     | No se organizó        |
| 1992      | Curt Harnett     |                    |                       |
| 1993      | Jeff Barnes      |                    |                       |
| 1994      | Peter Wedge      |                    |                       |
| 1995      | Roland Green     |                    |                       |
| 1996      | Eric Wohlberg    |                    |                       |
| 1997      | Eric Wohlberg    | Brian Walton       | Jacques Landry        |
| 1998      | Eric Wohlberg    | Brian Walton       | Jacques Landry        |
| 1999      | Eric Wohlberg    | Brian Walton       | Peter Wedge           |
| 2000      | Eric Wohlberg    | Andrew Randell     | Min Van Velzen        |
| 2001      | Eric Wohlberg    | Svein Tuft         | Roland Green          |
| 2002      | Eric Wohlberg    | Alexandre Cloutier | Svein Tuft            |
| 2003      | Eric Wohlberg    | Svein Tuft         | Jean-François Laroche |
| 2004      | Svein Tuft       | Eric Wohlberg      | Darko Ficko           |
| 2005      | Svein Tuft       | Eric Wohlberg      | Ryder Hesjedal        |
| 2006      | Svein Tuft       | Ryder Hesjedal     | Eric Wohlberg         |
| 2007      | Ryder Hesjedal   | Svein Tuft         | Zachary Bell          |
| 2008      | Svein Tuft       | Ryan Roth          | Zachary Bell          |
| 2009      | Svein Tuft       | Christian Meier    | Zachary Bell          |
| 2010      | Svein Tuft       | Zachary Bell       | Ryan Roth             |
| 2011      | Svein Tuft       | Christian Meier    | David Veilleux        |
| 2012      | Svein Tuft       | Christian Meier    | Hugo Houle            |
| 2013      | Curtis Dearden   | Christian Meier    | Alexander Cataford    |
| 2014      | Svein Tuft       | Hugo Houle         | Ryan Roth             |
| 2015      | Hugo Houle       | Ryan Roth          | Christian Meier       |
| 2016      | Ryan Roth        | Alexander Cataford | Svein Tuft            |
| 2017      | Svein Tuft       | Nigel Ellsay       | Rob Britton           |
| 2018      | Svein Tuft       | Rob Britton        | Alexander Cataford    |
| 2019      | Rob Britton      | Svein Tuft         | Adam Roberge          |
| 2020      | No se disputó    | No se disputó      | No se disputó         |
| 2021      | Hugo Houle       | Alexander Cowan    | Derek Gee             |
| 2022      | Derek Gee        | Matteo Dal-Cin     | Pier-André Côté       |
| 2023      | Derek Gee        | Nickolas Zukowsky  | Matteo Dal-Cin        |
| 2024      | Pier-André Côté  | Carson Miles       | Edward Ouellet        |
| 2025      | Michael Leonard  | Derek Gee          | Pier-André Côté       |